# Härkeberga kaplansgård

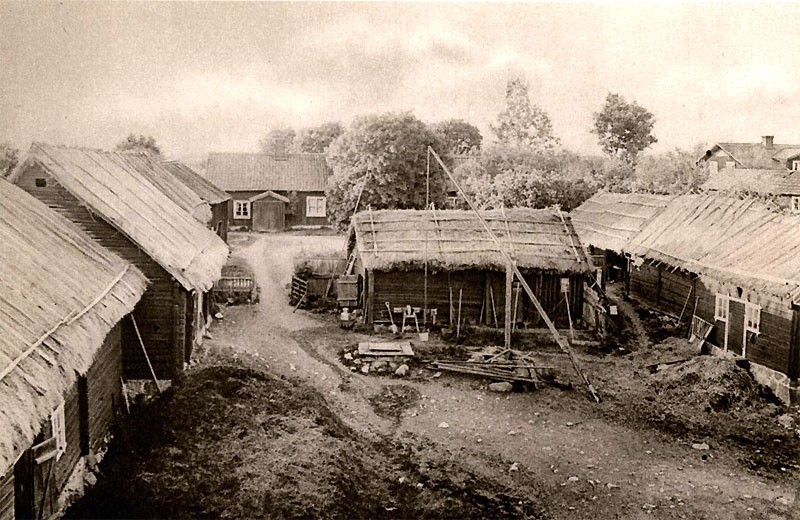
Gården på 1920-talet.

Härkeberga kaplansgård i Härkeberga i Enköpings kommun är en välbevarad 1700-talsgård av centralsvensk gårdstyp som sedan 1929 ägas av Nordiska museet.
Kaplansgården består av sammanlagt 17 rödfärgade träbyggnader som alla är grupperade kring en mangård och en fägård. I mangården bodde prästen, som också var lantbrukare, och i fägården höll djuren till. De andra byggnaderna innefattar bland annat ladugård, stall, lada och loge. De flesta byggnaderna är från 1700-talet, men bostadshuset visar hur det kunde se ut i ett enklare hem på 1840-talet. Till gården hör också en liten trädgård med fruktträd och perennrabatter. 
På kaplansgården anordnas under året evenemang som marknad, midsommarfirande och spelmansstämma i arrangemang av Härkeberga Gille.